# Casalfiumanese
Casalfiumanese est une commune italienne d'environ 3 500 habitants située dans la ville métropolitaine de Bologne, dans la région Émilie-Romagne, dans le Nord de l'Italie.

## Administration
| Période                                  | Période       | Identité          | Étiquette | Qualité |
| ---------------------------------------- | ------------- | ----------------- | --------- | ------- |
| 26 juin 1985                             | 23 avril 1995 | Raffaella Salieri | PCI       |         |
| 24 avril 1995                            | 13 juin 2004  | Gigliola Poli     |           |         |
| 14 juin 2004                             | 25 mai 2014   | Roberto Poli      |           |         |
| 26 mai 2014                              | En cours      | Gisella Rivola    |           |         |
| Les données manquantes sont à compléter. |               |                   |           |         |

### Hameaux
Borgo Casale, Sassoleone, San Martino in Pedriolo

### Communes limitrophes
Borgo Tossignano, Castel del Rio, Castel San Pietro Terme, Dozza, Fontanelice, Imola, Monterenzio